# Корнеліс Тромп
Корнеліс Тромп (9 вересня 1629 - 29 травня 1691) - відомий голландський адмірал.

## Життєпис

### Молоді роки
Корнеліс був сином відомого голландського адмірала Мартіна Тромпа та Діни де Хаас. Народився у Роттердамі. З дитинства його батько привчав Корнеліса до морської справи. Під орудою батька Корнеліс Тромп навчався військово-морській справі. 
У 1645 році починає службу лейтенантом на кораблі Мартіна Тромпа. У 1649 році стає капітаном. У 1650 році на чолі ескадри боровся проти північноафриканських піратів у Середземному морі. В цей же час здобуває досвід великих морських кампаній. У Середземному морі проходив другорядний театр бойових дій першої англо-голландської війни 1652-1654 років. Корнеліс Тромп бере участь у битвах при Ліворно та Леґорн у 1653 році. За успіх в останньому він стає контр-адміралом.
У 1654 році Корнеліс продовжив боротьбу з алжирськими піратами. Після цього у 1655-1660 роках бере участь у першій Північній війні. Він брав участь у боях проти шведського флоту на боці Данії, Бранденбургу та Речі Посполитої.
У 1663 році Корнеліс Тромп вже командував голландською ескадрою у Середземному морі. Служба його тут тривала до 1665 року. Тоді він став контр-адміралом й розпочалася друга англо-голландська війна.

### Війни з Англією
З початком війни у 1665 році Корнеліс Тромп стає найближчим помічником керівника голландського флоту ван Обдама. Він бере участь у битві при  Ловестофі 13 червня 1665 року, коли голландці зазнали значної поразки. Він прикривав кораблі, що відступили з місця бою. Після цього Корнеліса Тромпа призначили керівником всього флоту. Проте після прибуття до Нідерландів де Рюйтера останній очолив голландській флот. 
В цей же час виник конфлікт між Корнелісом Тромпом та Рюйтером. Особливо це відобразилося під час чотиреденного бою 11-14 липня 1666 року у Ла-Манші. Під час битви Корнеліс почав діяти неузгоджено, чим поставив голландський флот у складне становище. Надалі Тромп теж намагався діяти під час боїв самостійно. Внаслідок цього його було звільнено з флоту. Через деякий час Рюйтер пробачив Тромпа й повернув до флоту.
Активну участь Корнеліс Тромп відігравав у третій англо-голландській війні у 1672-1674 роках. В цій війні він слухав Рюйтера. У боях цієї війни Тромп проявив себе з гарного боку.
Після загибелі Рюйтера у 1676 році Корнеліс Тромп очолив голландський флот у Середземному морі, але діяв невдало.

### Останні роки
З 1676 до 1678 року Корнеліс Тромп був на данській службі. Водночас стає данським графом Солвесборгом та адміралом Данії. На цій службі він багато зробив для перемоги Данії над Швецією. Після цього він допомагав Бранденбурзькому курфюрсту захопити у Швеції острів Рюген.
У 1679 році Тромп став лейтенант-генерал-адміралом Голландії та Західної Фрісландії. Корнеліс Тромп з цього моменту займався розбудовою голландського флоту. У 1691 році Корнеліса призначили командувачем голландського флоту. Він почав готувати флот для боротьби з Францією.
Помер Корнеліс Тромп 29 травня 1691 року у Амстердамі. Його поховано у Делфті поряд з батьком.